# Афанасьев, Сергей Анатольевич
Сергей Анатольевич Афанасьев (16 февраля 1965) — советский и российский футболист, нападающий.

## Биография
В советский период несколько лет выступал в чемпионате Эстонской ССР среди КФК за команды северо-востока республики — «Химик» (Кохтла-Ярве) и ЭП (Йыхви). Неоднократно забивал более 10 голов за сезон, всего забил более 80 голов. Трижды подряд (1986—1988) занимал третье место среди бомбардиров турнира, в 1990 году стал вторым, в 1991 году — снова третьим. Серебряный (1988) и бронзовый (1990) призёр чемпионата республики в составе «Химика», бронзовый призёр (1991) в составе ЭП.
После распада СССР продолжил выступать за ЭП в высшей лиге Эстонии. В весеннем сезоне 1992 года со своим клубом стал вице-чемпионом страны, а в споре бомбардиров с 13 голами занял второе место, уступив Сергею Брагину (18). В сезоне 1992/93 тоже забил 13 голов и стал шестым бомбардиром лиги.
В июне-июле 1993 года сыграл 4 матча в первой лиге России и один матч в Кубке России за «Торпедо» (Волжский). Также в 1993 году провёл 5 матчей во второй лиге за «Волгарь» (Астрахань).
Вернувшись в Эстонию, ещё три сезона выступал за ЭП. В сезоне 1995/96 стал финалистом Кубка Эстонии. В сезоне 1994/95 с 11 голами занял третье место среди бомбардиров чемпионата. Неоднократно становился лучшим снайпером своего клуба.
Всего в высшей лиге Эстонии сыграл 68 матчей и забил 47 голов.
Во второй половине 2002 года играл во втором дивизионе России за «Моздок». В 2004 году работал судьёй на линии на матчах Любительской футбольной лиги, представлял г. Моздок[уточнить].

## Достижения
- Серебряный призёр чемпионата Эстонии: 1992
- Финалист Кубка Эстонии: 1995/96